# Xã Skagen, Quận Roseau, Minnesota
Xã Skagen (tiếng Anh: Skagen Township) là một xã thuộc quận Roseau, tiểu bang Minnesota, Hoa Kỳ. Năm 2010, dân số của xã này là 235 người.